# Lingua amto
L'amto (anche noto come Ki) è una lingua papuasica parlata in Papua Nuova Guinea nella provincia di Sandaun, nei distretti di Amanab e Rocky Peak, in due villaggi, Amto ed Habiyon..

## Classificazione
L'amto costituisce, insieme con la lingua siawi, la famiglia linguistica delle Lingue amto-musan, una delle famiglie di lingue papuasiche.